# Joachim Nermark
Joachim Nils Mikael Johansson Nermark, född 12 maj 1993 i Sunne, är en svensk ishockeyspelare som spelar för Tingsryds AIF i Hockeyallsvenskan. Nermark påbörjade sin ishockeykarriär i moderklubben Sunne IK. Han gjorde Elitseriedebut för Linköping HC säsongen 2010/11. Vid NHL Entry Draft 2011 valdes Nermark i den fjärde rundan, som 93:e spelare totalt, av Colorado Avalanche. Han representerade Linköping fram till säsongen 2013/14 och spelade under dessa år också för Borås Hockey och Rögle BK i Hockeyallsvenskan, som utlånad.
Efter en säsong vardera med Asplöven HC och HC Vita Hästen i Hockeyallsvenskan, tillbringade Nermark två säsonger med den norska klubben Sparta Warriors i Eliteserien. 2018 återvände han till Hockeyallsvenskan för spel med Tingsryds AIF.
Som junior tog Nermark två SM-guld, ett vardera för Leksands IF och Linköping HC. I landslagssammanhang har han tagit två silver vid U18-VM.

## Karriär

### Klubblag

#### 2008–2016: Början av karriären
Nermark inledde sin ishockeykarriär med moderklubben Sunne IK. Efter ett antal säsonger i klubbens juniorverksamhet, debuterade han med Sunnes seniorlag i Division 1 säsongen 2008/09 där han på 16 matcher noterades för fem poäng (tre mål, två assist). Inför nästkommande säsong lämnade han klubben för spel i Leksands IF:s juniorverksamhet. Under säsongens gång kombinerade han spel i klubbens J18- och J20-lag. Med Leksand J20 vann han SM-guld. Inför säsongen 2010/11 lämnade han Leksand för Linköping HC:s juniorsektion. Även denna säsong kombinerade han spel med J18 och J20. Han debuterade också med Linköpings seniorlag i SHL under denna säsong. Han blev uttagen till sin första SHL-match den 15 september 2010, men fick gjorde sin första match med speltid den 18 november samma år. Den 1 mars 2011 gjorde han sin första poäng i SHL, då han assisterade till ett mål av Patrik Zackrisson i en 2–4-förlust mot Djurgårdens IF. Totalt spelade han tolv SHL matcher och noterades för en assistpoäng.
Under sitt andra år i Linköping, inledde Nermark säsongen med klubbens seniorlag i SHL. På 17 SHL-matcher gick han poänglös. Den 14 november 2011 meddelades det att Linköping förlängt avtalet med Nermark med två år. Samtidigt bekräftade klubben att han lånats ut till Borås Hockey i Hockeyallsvenskan. Han gjorde sitt första mål i Hockeyallsvenskan den 21 november samma år då han inledde målskyttet i en 4–3-förlust mot IF Troja-Ljungby. På tolv matcher noterades han för ett mål. Han återvände sedan till Linköping men tillbringade större delen av resterande del av säsongen med J20-laget, med vilka han vann sitt andra SM-guld som junior.
Säsongen 2012/13 lyckades Nermark slå sig in i Linköpings SHL-trupp och spelade 53 av 55 grundseriematcher för laget. Han gjorde sitt första SHL-mål den 30 december 2012, på Joakim Lundström, då han öppnade målskyttet i en 2–0-seger mot Timrå IK. Totalt noterades han för ett mål och tre assistpoäng i grundserien. Därefter gjorde han debut i slutspelssammanhang. Linköping slog ut HV71 med 4–1 i matcher i kvartsfinal, men besegrades sedan av Skellefteå AIK i semifinalserien med samma siffror. Säsongen 2013/14 kom att bli Nermarks sista med Linköping. I januari 2014 meddelades det att Linköping lånat ut Nermark till Rögle BK i Hockeyallsvenskan. Han spelade 15 matcher för klubben, men avslutade sedan säsongen med Linköping. För andra året i följd slogs laget ut av Skellefteå AIK i semifinalserien med 4–1 i matcher, detta sedan Linköping tidigare slagit ut både Modo Hockey och Frölunda HC.
Den 20 maj 2014 meddelade den Hockeyallsvenska klubben Asplöven HC att man skrivit ett avtal med Nermark. Asplöven slutade tolva i grundserien och höll sig därmed kvar i Hockeyallsvenskan, men missade kvalspelet till SHL. På 49 grundseriematcher stod Nermark för 21 poäng, varav 6 mål och 15 assist. Vid säsongens slut lämnade han Asplöven och skrev den 16 april 2015 ett ettårsavtal med seriekonkurrenten HC Vita Hästen. Nermarks poängproduktion sjönk och på 46 grundseriematcher stod han för 16 poäng (fem mål, elva assist).

#### Från 2016: Sparta Warriors och Tingsryds AIF
Efter två säsonger i Hockeyallsvenskan lämnade Nermark Sverige för spel i den norska klubben Sparta Warriors, som han skrev ett ettårsavtal med. Han fick en stor del av säsongen förstörd på grund av en skada, och noterades för 13 assistpoäng på 25 grundseriematcher. Den 14 mars 2017 gjorde han sitt första mål i Get-ligaen, på Oscar Östlund, då Storhamar Dragons besegrades med 4–1. I slutspelet stod Nermark för fyra poäng på elva matcher. I slutet av april 2017 meddelades det att Warriors förlängt avtalet med Nermark med ytterligare en säsong. Säsongen 2017/18 blev poängmässigt bättre för Nermark. På 39 grundseriematcher noterades han för 20 poäng (7 mål, 13 assist). Efter att ha slagit ut Manglerud Star i slutspelet, besegrades Warriors av Lillehammer IK i semifinalserien. På tio slutspelsmatcher gick Nermark poänglös.
Den 5 juli 2018 bekräftades det att Nermark återvänt till Sverige då han skrivit ett ettårskontrakt med Tingsryds AIF i Hockeyallsvenskan. Laget undvek negativt kvalspel då man hamnade på tolfte plats i grundserietabellen, på samma poäng som Almtuna IS – men med bättre målskillnad. Nermark missade endast två matcher och noterades för 15 poäng (sju mål, åtta assist). Den 12 juli 2019 förlängde han sitt avtal med Tingsryd och den 14 augusti 2020 meddelades det att han förlängt sitt avtal med klubben med ytterligare en säsong. Under sina tre första säsonger med Tingsryd förbättrade Nermark sin poängskörd i grundserien varje säsong med en poäng.
Den 15 juli 2021 förlängde han avtalet med klubben med ytterligare en säsong. Nermark fick avslutningen på den följande säsongen förstörd då han tvingats till operation då ena axeln gått ur led. På 39 matcher stod han för 18 poäng, och förbättrade därmed sin notering från föregående säsong med en poäng. I april 2022 bekräftades det att Nermark förlängt sitt avtal med klubben med ytterligare en säsong. På grund av en skada spelade Nermark endast en av de 16 inledande matcherna av säsongen 2022/23. Han gjorde comeback i november 2022 och spelade därefter samtliga återstående matcher. På 37 grundseriematcher noterades han för tio poäng, varav tre mål. Tingsryd tvingades att spela play out mot Västerviks IK sedan man slutat näst sist i grundserien. Man vann serien mot Västervik med 4–2 i matcher och säkrade därmed nytt kontrakt i Hockeyallsvenskan.
Den 24 juli 2023 bekräftades det att Nermark förlängt sitt avtal med Tingsryd.

### Landslag
Nermark blev uttagen att spela U18-VM 2010 i Vitryssland för Sverige. I gruppspelsrundan gick Sverige obesegrat och var därmed kvalificerat för semifinalspel. I semifinalen vände laget ett 0–1-underläge till seger med 3–1 mot Ryssland. I den efterföljande finalen föll man dock mot USA med 3–1 och fick därmed nöja sig med en silvermedalj. På sex matcher noterades Nermark för tre assistpoäng.
Nermark spelade sitt andra och sista U18-VM 2011 i Tyskland. Sverige föll i den inledande matchen, men vann ändå gruppen och var åter kvalificerat för semifinalspel. Likt föregående år vände laget ett 0–1-underläge till seger med 3–1 mot Ryssland. Även denna gång ställdes Sverige mot USA i finalen. Sverige tappade en 3–1-ledning till 3–3 i den sista perioden, och i förlängningsspelet avgjorde USA till 3–4. På fem matcher noterades Nermark för ett mål.

## Statistik

### Klubbkarriär
| 2008–09                  | Sunne IK                 | Div. 1                   | 16  | 3  | 2  | 5   | 0   | —  | — | — | — | —  |
| 2010–11                  | Linköping HC             | Elitserien               | 12  | 0  | 1  | 1   | 2   | —  | — | — | — | —  |
| 2011–12                  | Linköping HC             | Elitserien               | 17  | 0  | 0  | 0   | 2   | —  | — | — | — | —  |
| 2011–12                  | Borås Hockey             | HA                       | 12  | 1  | 0  | 1   | 0   | —  | — | — | — | —  |
| 2012–13                  | Linköping HC             | Elitserien               | 53  | 1  | 3  | 4   | 2   | 10 | 0 | 0 | 0 | 2  |
| 2013–14                  | Linköping HC             | SHL                      | 41  | 1  | 1  | 2   | 2   | 9  | 0 | 2 | 2 | 0  |
| 2013–14                  | Rögle BK                 | HA                       | 15  | 3  | 1  | 4   | 2   | 4  | 0 | 0 | 0 | 0  |
| 2014–15                  | Asplöven HC              | HA                       | 49  | 6  | 15 | 21  | 18  | —  | — | — | — | —  |
| 2015–16                  | HC Vita Hästen           | HA                       | 46  | 5  | 11 | 16  | 6   | —  | — | — | — | —  |
| 2016–17                  | Sparta Warriors          | Eliteserien              | 25  | 0  | 13 | 13  | 10  | 11 | 1 | 3 | 4 | 6  |
| 2017–18                  | Sparta Warriors          | Eliteserien              | 39  | 7  | 13 | 20  | 2   | 10 | 0 | 0 | 0 | 4  |
| 2018–19                  | Tingsryds AIF            | HA                       | 50  | 7  | 8  | 15  | 8   | —  | — | — | — | —  |
| 2019–20                  | Tingsryds AIF            | HA                       | 52  | 4  | 12 | 16  | 16  | —  | — | — | — | —  |
| 2020–21                  | Tingsryds AIF            | HA                       | 52  | 6  | 11 | 17  | 20  | 2  | 1 | 0 | 1 | 0  |
| 2021–22                  | Tingsryds AIF            | HA                       | 39  | 8  | 10 | 18  | 18  | —  | — | — | — | —  |
| 2022–23                  | Tingsryds AIF            | HA                       | 37  | 3  | 7  | 10  | 10  | 6  | 0 | 1 | 1 | 2  |
| 2023–24                  | Tingsryds AIF            | HA                       | 52  | 3  | 11 | 14  | 6   | —  | — | — | — | —  |
| Hockeyallsvenskan totalt | Hockeyallsvenskan totalt | Hockeyallsvenskan totalt | 404 | 46 | 86 | 132 | 104 | 12 | 1 | 1 | 2 | 2  |
| Elitserien/SHL totalt    | Elitserien/SHL totalt    | Elitserien/SHL totalt    | 123 | 2  | 5  | 7   | 8   | 19 | 0 | 2 | 2 | 2  |
| Eliteserien totalt       | Eliteserien totalt       | Eliteserien totalt       | 64  | 7  | 26 | 33  | 12  | 21 | 1 | 3 | 4 | 10 |

### Internationellt
| År            | Lag           | Turnering     | Matcher | Mål | Assist | Poäng | Utv. |
| ------------- | ------------- | ------------- | ------- | --- | ------ | ----- | ---- |
| 2010          | Sverige       | U18-VM        | 6       | 0   | 3      | 3     | 2    |
| 2011          | Sverige       | U18-VM        | 5       | 1   | 0      | 1     | 4    |
| Junior totalt | Junior totalt | Junior totalt | 11      | 1   | 3      | 4     | 6    |